# J. J. Jeczalik
Jonathan Edward Stephen Jeczalik (11 maggio 1955) è un musicista e produttore discografico britannico, cofondatore del gruppo di musica elettronica Art of Noise.

## Biografia
Jeczalik ha lavorato anche come produttore discografico e musicista con i Pet Shop Boys nelle loro prime registrazioni. Dopo aver lasciato gli Art of Noise, ha registrato sotto il nome di "The Art of Silence," pubblicando artofsilence.co.uk. Ha vinto un Grammy e ora insegna IT alla Oxford High Senior School GDST.

## Prima di Art of Noise
Prima di lavorare con Trevor Horn e la ZTT Records, Jeczalik ha studiato poco in ambito musicale. Lavorando con Geoff Downes (cofondatore de The Buggles con Horn) e il suo campionatore Fairlight CMI, Jeczalik entrò in contatto con Horn nei primi anni ottanta e divenne il programmatore principale ed esecutore del Fairlight di Horn. Jeczalik ha lavorato con molti musicisti e gruppi musicali:
- Frankie Goes to Hollywood
- Yes
- Stephen Duffy
- Kate Bush
- Dollar
- ABC

Quando il Fairlight CMI Series II uscì nel 1982, Jeczalik ebbe accesso alla Page R, built-in sequencer per il Fairlight. Mentre lavorava all'album degli Yes 90125, Jeczalik sperimentò con drum e percussioni campionate dai pezzi di Alan White. Jeczalik con ingegnere del suono Gary Langan, sequenziò i pezzi nella Page R e creò "Beat Box", il singolo di debutto degli Art of Noise.
Durante la produzione Duck Rock di Malcolm McLaren, Jeczalik e Langan incontrarono Anne Dudley, una musicista classica. Assieme a Horn, Langan, Dudley and Paul Morley, Jeczalik fondò gli Art of Noise nel 1983.